# 罗马第二大学
罗马第二大学，又叫做杜维嘉大学（義大利語：Università degli Studi di Roma Tor Vergata），是一所位于意大利首都罗马东南郊区的大学。

## 历史
建于1982年，虽然年轻，但在欧洲和意大利境内以追求高质量的学术教育机构闻名。